# Dysérythropoïèse
 (octobre 2023).
Du grec dys- δυσ- « difficulté, anomalie », érythro- ἐρυθρός « rouge », poïèse ποίησις « action de faire », la dysérythropoïèse est une anomalie de la maturation des érythroblastes au niveau de la moelle osseuse, entraînant une insuffisance de production des érythrocytes ou globules rouges, et une anémie arégénérative.
NB. Il existe une dysérythropoïse physiologique, correspondant à environ 15% de la production quotidienne d'hématie. Ils subissent une apoptose intramédullaire.

Les dysérythropoïèses peuvent être :
- congénitales : selon le type d'anomalie, on distingue des dysérythropoïèses congénitales de type I, II ou III.
- ou acquises, anémie réfractaire par exemple.

Des anomalies de la maturation propres à la lignée érythroïde entraînent un "avortement médullaire".
L’expression clinique se limite à une anémie et, dans certains cas, à une splénomégalie. 
On distingue trois types principaux de dysérythropoïèse congénitale en fonction des anomalies morphologiques des érythroblastes:
- type I: ponts interchromatiniens reliant les noyaux de certains érythroblastes;
- type II: érythroblastes bi ou multinucléés et lyse des érythrocytes par le sérum de certains sujets normaux liée à la présence sur la membrane de l’antigène Hempas;
- type III: érythroblastes géants multinucléés.